# 尾崎衣良
尾崎衣良（1980年1月29日—），女性，日本鹿兒島縣人，現住東京都，水瓶座，日本漫畫家。

## 經歷
- 出道作品第為第50回小學館新人漫畫大獎第一名-「喚醒沉睡王子的kiss」，于2002年9月在「Betsucomi」上刊載。
- 目前活躍於「Betsucomi」和「Deluxe Betsucomi」

## 關於
- 當「愛在與你相吻之後」這本單行本出版時(日本時間)，作者在德國(第6次去)
- 作者在畫「愛在與你相吻之後」的原稿時(2009年)，從東京都搬到橫濱市，從入大學開始（18歲）在東京住了11年

## 作品
- 廉價的戀與虛假的愛(全1冊)
- 愛在與你相吻之後（全1冊）
- 月光下的戀愛微熱（全1冊）
- Baby我的最愛就是你（全1冊）
- 調色戀愛（全1冊）
- 1.8m2的秘密基地（全1冊）
- AM8:00我愛你（全1冊）
- 寫在信上的秘密（全1冊）